# Водни пад
Водни пад е малко селище в община Девин, област Смолян. Принадлежи към кметство община Девин.

## География
Селото е разположено в Южната част на Родопите в непосредствена близост до границата с Гърция, на около 30km от град Девин. Преди това е било съставно селище към община Триград, намиращо се на 6km отстояние от общинския селищен център.

## История
Николай Хайтов пише в своя „Дневник“ за прекрасната земя и невероятните гледки, които се откриват, ако се пътува от село Кожари към село Водни пад. От пътя от с. Триград до с. Кестен за село Водни пад води тесен черен път. В съдебната практика от 1970-те години селото е известно с шумен процес на диверсанти, родом от това село.
От 1878 до 1886 г. то попада в т. нар. Тъмръшка република. През 1920 г. в селото живеят 117 души, през 1946 – 115 души, а през 1965 – 149 души.
В документ от главното мюфтийство в Истанбул, изброяващ вакъфите в Княжество България, допринасяли в полза на ислямските религиозни, образователни и благотворителни институции в периода 16 век – 1920 година, съставен в периода от 15.09.1920 до 03.09.1921 година, като вакъфско село се споменава и Водни пад (Düşükdere).
Селото е опожарено от Българската армия през 1913 година, след бунт на местните жители, инспириран от правителството на т. нар. Гюмюрджинска република.

## Религии
Населението до 1989 г. е било изцяло съставено от българи, а впоследствие и от новозаселили се етнически българи християни, които се заселват в селото след 2000 г. поради това, че са закупили имоти от бившите жители на селото, изселени в различни краища на страната.

## Природни и културни забележителности
По пътя, който води до село Водни пад, има множество чешми и заслони. В този край има поверие, че в памет на починали близки и роднини се издигат чешми с техните имена. 
В землището на Водни Пад се намира местността „Синапов камень“ и „Синапова ела“, където според местните предания в периода на османското владичество, там е станувала за 3 дни гладната и жадна армия от над 500 четници помаки на Мехмед Синап, които вдигат първото в Европа антифеодално социално-икономическо въстание срещу Султаната.
В самото село на най-високото има изоставена гранична застава. В миналото, когато е била действаща и е имало войници, и самото село е било доста оживено и по-голямо. Имало е автобус от село Триград до него. Имало е магазинче и много повече хора.
Преместването на граничната мрежа е разделило селото на 2. Много хора са останали на територията на Гърция. Разделени са били цели семейства.
Към 2007 г. там има само едно постоянно пребиваващо семейство от двама души. Към 2012 г. там няма постоянно пребиваващи хора.

## Обществени личности – родени
Никола Чуралски – публицист, писател, изследовател, журналист, краевед.